# فلورو دياز
فلورو دياز (مواليد 16 يناير 1906) هو مبارز بالسيف أرجنتيني، مثّل بلاده في الألعاب الأولمبية الصيفية 1948.

## روابط خارجية
فلورو دياز على موقع أوليمبيديا (الإنجليزية)